# Alyxia ridleyana
Alyxia ridleyana är en oleanderväxtart som beskrevs av Herbert Fuller Wernham. Alyxia ridleyana ingår i släktet Alyxia och familjen oleanderväxter. Inga underarter finns listade i Catalogue of Life.